# Araniella cucurbitina
Araniella cucurbitina (Clerck, 1757) è un ragno appartenente alla famiglia degli Araneidi.

## Descrizione

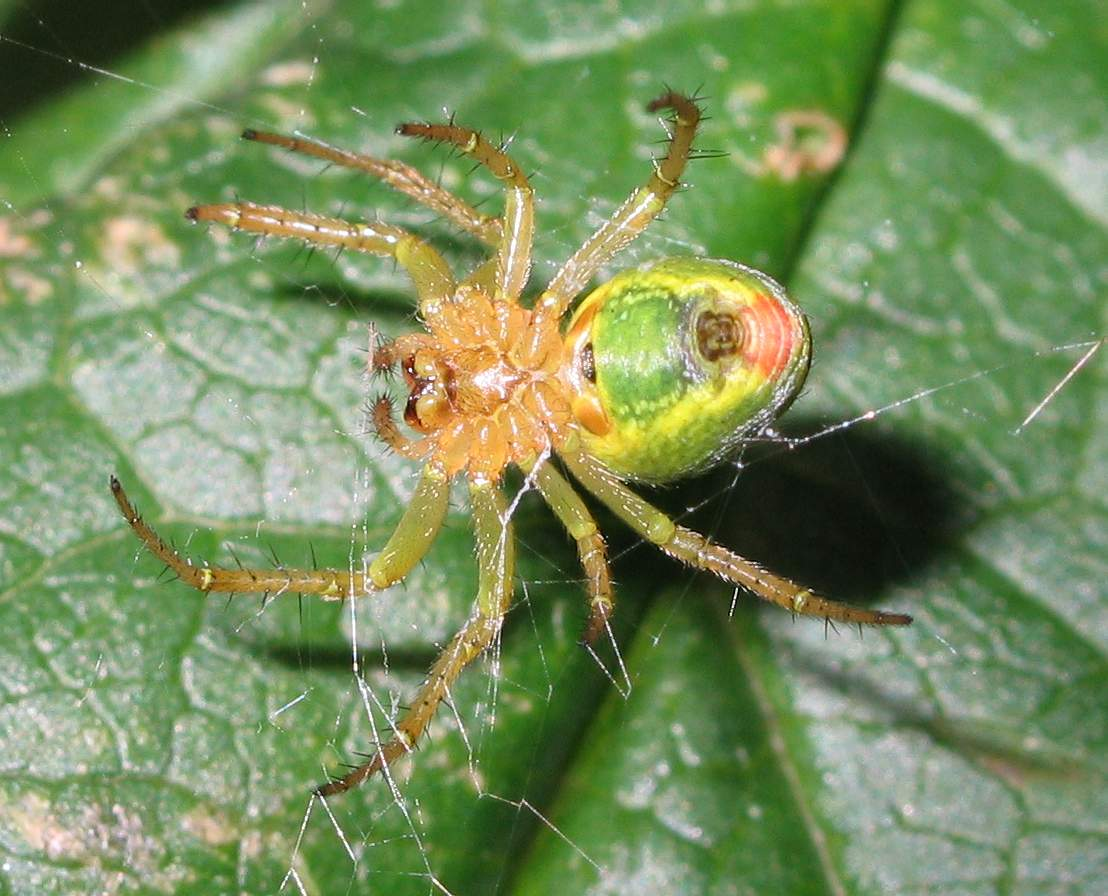
Vista ventrale di un esemplare

È una specie di piccole dimensioni, che raggiunge i 5 mm di corpo nei maschi e i 9 mm nelle femmine. Il prosoma è marrone-rossastro o giallastro, lucido, con linee nere laterali negli esemplari maschi; le zampe di colore simile al prosoma, ma nei maschi sono più scure e anellate in corrispondenza delle giunture. L'opistosoma è caratteristico e ben riconoscibile: la faccia superiore è verde mela o giallo-verde, con quattro o cinque coppie di puntini neri e bande laterali più chiare, mentre la faccia inferiore è verde scuro, con una macchia rossa posteriore ben evidente, subito sopra le filiere. La specie è pressoché identica, per aspetto e dimensioni, alle sue congeneri (con l'eccezione di A. displicata), da cui è distinguibile solo tramite l'esame dei genitali.

## Biologia
Il ragno è rinvenibile tra marzo e luglio, in una varietà di habitat (siepi, boscaglia...), sia su piante erbacee, sia su arbusti, sia su alberi (querce, meli, altri alberi da frutto); tipicamente rimane appostato tra il fogliame dove, grazie alla sua livrea mimetica, cattura facilmente gli insetti che si posano vicino a lui; la tela viene tessuta tra i fiori o sulla superficie delle foglie concave.

## Distribuzione
La specie è ben documentata in pressoché tutta l'Europa occidentale, compresa la regione alpina, nella penisola iberica, nelle isole britanniche e in Scandinavia occidentale; più sporadicamente, è attestata anche nel resto dell'Europa meridionale e orientale; al di fuori dell'Europa, l'areale si estende fino alla Turchia, alla Cina e alla Corea, includendo l'Asia centrale.